# AS Sogara
Der Association Sportive de la Société Gabonaise des Raffinage war ein gabunischer Fußballklub mit Sitz in der Hafenstadt Port-Gentil innerhalb der Provinz Ogooué-Maritime.

## Geschichte
Der Klub wurde im Jahr 1958 gegründet. Als einer der ersten Vereine taucht der Klub bereits in der Saison 1977/78 in der damaligen nationalen Meisterschaft, der Championnat National auf. In der erstmals zur Saison 1983/84 gespielten Meisterschaft im Liga-System gelang der Mannschaft bei lediglich drei gespielten Spielen der erste Platz und somit die erste Meisterschaft der Klubgeschichte. In der neu eingeführten ersten Spielklasse, der Championnat National D1 etablierte man sich im oberen Feld der Tabelle. Zum bislang einzigen Mal gelang in der Saison 1984/85 der Sieg Pokal-Sieg mit 3:0 über den FC 105.
In der Saison 1988/89 errang der Klub seine zweite Meisterschaft sowie 1990/91 den dritten Meistertitel, welchen man in der Saison 1991/92 verteidigte  und 1993 sowie 1994 erneut verteidigte. Nach der vierten Meisterschaft in Folge wurde der Klub vom Spielbetrieb aufgrund finanzieller Unregelmäßigkeiten ausgeschlossen. Etwa um die gleiche Zeit wurde der Klub aufgelöst.

## Erfolge
- Championnat National D1: 6
  - 1983/84, 1988/89, 1990/91, 1991/92, 1993, 1994
- Coupe du Gabon Interclubs: 1
  - 1984/85